# Marianne Kjærulff-Schmidt
Marianne Kjærulff-Schmidt  (født 5. august 1942 i Køge, død 11. juni 2001) var en dansk skuespiller.
Datter af skuespilleren Helge Kjærulff-Schmidt og søster til instruktøren Palle Kjærulff-Schmidt.
Hun er begravet på Frederiksberg Ældre Kirkegård.

## Filmografi
- Brødrene på Uglegården – 1967
- Nyhavns glade gutter – 1967
- Min søsters børn vælter byen  – 1968
- De røde heste – 1968